# کونگ جیا
کونگ جیا(چینی:孔甲) چهاردهمین فرمانروای اسطوره‌ای دودمان شیا بود، او ۳۱ سال فرمان راند. او در شیا در رودخانه غربی می‌زیست. او در کوههای فو در دونگیانگ به شکار می‌پرداخت. در سال پنجم فرمانروایی، او آهنگ تبر شکسته را ساخت.(破斧之歌) او را بسیار خرافاتی و عشرت طلب دانسته‌اند.